# Луїс Матео Дієс
Луїс Матео Дієс Родрігес (нар. 21 вересня 1942, Вільябліно, Леон) — іспанський письменник. З 2001 року він є членом Королівської академії іспанської мови.
Він єдиний іспанський автор, який двічі отримав Premio Nacional de Narrativa та двічі Premio de la Rítica за романи «Джерело віку» (La fuente de la edad, 1986) і «Руїна неба» (La ruina del cielo, 1999). У 2023 році він отримав найпрестижнішу літературну премію в іспаномовному світі — премію Сервантеса.

## Біографія
Луїс Матео Дієс Родрігес народився у Вільябліно, шахтарському селищі в північно-східному гірському районі провінції Леон, розташованому в центрі області Ласіана. Його батько, Флорентіно Дієс, був адміністратором цього муніципалітету в Леоні, і майбутній письменник народився саме «у старому муніципальному будинку, розташованому в самому серці долини, на тому самому місці, де колись стояла вежа на згадку про міські збори в давні часи».
Його родина жила у Вільябліно до 1954 року. Коли Луїсу було 12 років, родина переїхала до Леона, де батька призначили секретарем районної ради. Луїс Матео закінчив середню школу Nuestra Señora del Buen Consejo в Леоні. У 1961 році він вступив на юридичний факультет Мадридського університету Комплутенсе та завершив навчання в Ов'єдо.
У 1969 році, після перемоги на державному конкурсі, він почав працювати в центральній міській адміністрації Мадрида і став головою юридичного відділу.
Між 1963 і 1968 роками він входив до редакційної групи поетичного журналу Claraboya разом з Агустіном Дельгадо, Антоніо Лламасом і Анхелем Фієрро. У цей час також з'явилися його перші вірші, які 1972 року опублікували окремою поетичною збіркою «Сигнали людини» (Señales de humo).
Проте його лірична творчість була недовгою, і він остаточно звернувся до прози. Його перша збірка оповідань, «Пам'ять трави» (Memorial de hierbas), вийшла в 1973 році, а перший роман, «Провінційні станції» (Las estaciones provinciales), був опублікований майже через десять років, у 1982 році. З часом було опубліковано багато інших романів, деякі з яких отримали престижні нагороди, такі як «Джерело віку» (La Fuente de la Edad, 1986) або «Руїна неба» (La ruina del cielo, 2000). Обидва отримали як Premio Nacional de Narrativa, так і Premio de la Rítica.
Деякі з творів Луїса Матео Дієса були екранізовані. Хосе Марія Мартін Сарм'єнто (Chema Sarmiento) екранізував його оповідання «Граки Сочанте» («Los grajos del Sochantre») у фільмі «El filandón» (1984), у якому розповідається про п'ять окремих історій. Роман La fuente de la edad був екранізований у 1991 році Хуліо Санчесом Вальдесом для іспанської телестанції TVE. У 2011 році Сарм'єнто також екранізував оповідання «Менше зло» (Los males menores) під назвою «Йде дівчина» (Viene una chica), де Дієз був співавтором сценарію.
22 червня 2000 року Дієс був обраний членом Королівської академії іспанської мови. Він є почесним головою Фундації іспанської мови (Fundación de la Lengua Española) та постійним членом численних журі конкурсів оповідань і романів.

## Твори

### Оповідання
- Memorial de hierbas, cuentos, E.M.E.S.A., Madrid, 1973
- Apócrifo del clavel y la espina, Prolog von Agustín Delgado, E.M.E.S.A., Madrid, 1977
- Relato de Babia, Essay, mit Fotos illustriert, Papalaguinda, Valencia, 1981
- Las estaciones provinciales, Roman, Alfaguara, Madrid, 1982
- La fuente de la edad, Roman, Alfaguara, 1986
- El sueño y la herida, 1987
- Brasas de agosto, Alfaguara, 1989.
- Albanito, amigo mío y otros relatos, Biblioteca de El Sol, Compañía Europea de Comunicación e Información, Madrid, 1989.
- Las horas completas, Roman, 1990
- El expediente del náufrago, Roman, 1992
- Los males menores, Kurzgeschichten, Alfaguara, 1993
- Valles de leyenda, 1994
- Camino de perdición, Roman, 1995
- El espíritu del páramo, Roman, 1996
- La mirada del alma, Roman, 1997
- Días del desván, Sammlung von 30 Bildern vom Ursprungsgebiet des Autors (das Laciana-Tal, León) aus den 40er Jahren, 1997
- El paraíso de los mortales, Roman, 1998
- La ruina del cielo, Roman, 1999
- El porvenir de la ficción, Essay, Junta de Castilla y León, Consejería de Educación y Cultura, 1999
- Las estaciones de la memoria: antología, 1999
- Las palabras de la vida, 2000
- El pasado legendario, 2000
- Laciana: suelo y sueño, 2000
- Balcón de piedra, 2001
- El diablo meridiano, 2001. Enthält 3 Novellen: «El diablo meridiano», «La sombra de Anubis» und «Pensión Lucerna»
- El oscurecer (Un encuentro), Roman, 2002
- El eco de las bodas, 2003. Enthält 3 Novellen: «El eco de las bodas», «El limbo de los amantes» und «La viuda feliz»
- Fantasmas del invierno, Roman, 2004
- El fulgor de la pobreza, 2005. Enthält 3 Novellen: «El fulgor de la pobreza», «La mano del amigo» und «Deudas del tiempo»
- La piedra en el corazón, Roman, 2006
- El árbol de los cuentos, Sammlung aller von Díezs zwischen 1973 und 2004 geschriebenen Erzählungen, Alfaguara, 2006
- La gloria de los niños, Roman, 2007
- El sol de la nieve o el día que desaparecieron los niños de Celama, 2008
- Los frutos de la niebla, 2008. Enthält 3 Novellen: «Los frutos de la niebla», «Príncipes del olvido» und «La escoba de la bruja»
- El expediente del náufrago, 2008
- El animal piadoso, Roman, 2009
- Pájaro sin vuelo, Roman, Alfaguara, 2011
- La cabeza en llamas, Galaxia Gutenberg, 2012.
- Fábulas del sentimiento, 12 Novellen, unter anderen «El diablo meridiano», «El eco de las bodas», «El fulgor de la pobreza» und «Los frutos de la niebla». Alfaguara, 2013,
- La soledad de los perdidos, Roman, Alfaguara, Madrid, 2014
- Los desayunos del Café Borenes. Galaxia Gutenberg, 2015. Містить два тексти:
  - «Los desayunos del Café Borenes (Un opúsculo)»; «Un callejón de gente desconocida (Un recuento)»
- «El cuerpo doblado». Pamplona: Historias de la Clínica Universidad de Navarra, 2016. Kurzerzählung.
- Vicisitudes. Alfaguara, 2017. Sammlung von 85 Kurzgeschichten, die 2018 in die Endrunde für den Premio de la Crítica de Castilla y Léon kam.
- Juventud de cristal. Alfaguara, 2019. Dieser Roman kam 2020 in die Endrunde für den Premio de la Crítica de Castilla y Léon.
- Los ancianos siderales. Galaxia Gutenberg, 2020.

### Поезія
- Señales de humo, Institución Fray Bernardino de Sahagún, Леон, 1972
- Parnasillo provincial de poetas apócrifos (1975). У співпраці з Агустіном Дельгадо та Хосе Марією Меріно

### Театр
- Celama (2008). Сценічна адаптація для театру Корсаріо у співпраці з Фернандо Урдіалесом

### Кіно
- Viene una chica (2011). Екранізація збірки оповідань Дієса Los males menores, сценарій до якої написав сам Дієс (спільно з режисером Чемою Сарм'єнто).

### Автобіографія
- Azul serenidad or la muerte de los seres queridos (2010)

## Премії
- 1986: Premio de la Rítica для La fuente de la edad
- 1987: Premio Nacional de Narrativa для La fuente de la edad
- 1999: Premio de la Rítica для La ruina del cielo
- 2000: Premio Nacional de Narrativa для La ruina del cielo
- 2012: Премія Francisco Umbral al Libro del Año за La cabeza en llamas
- 2020: Національна премія іспанської літератури
- 2023: Премія Сервантеса[3]